# Magic Johnson
Earvin "Magic" Johnson, Jr. (Lansing, Michigan, 14. kolovoza 1959.) umirovljeni je američki profesionalni košarkaš. Izabran je u 1. krugu (1. ukupno) NBA drafta 1979. od strane Los Angeles Lakersa. Cijelu svoju profesionalnu karijeru proveo je u dresu LA Lakersa. U svojoj rookie sezoni osvojio je nagradu za najkorisnijeg igrača. Umirovio se 1991. kada je objavio da je nositelj HIV virusa, ali je igrao na All-Star utakmici 1992. godine i osvojio nagradu za najkorisnijeg igrača All-Stara. Na nagovor svojih prijatelja, umirovio se četiri godine kasnije, ali se vratio košarci 1996. i odigrao 32 utakmice prije nego što se treći i posljednji put umirovio.
Tri puta je bio najkorisniji igrač lige, devet puta je igrao u NBA finalu, dvanaest puta nastupio je na All-Staru, dok je deset puta bio izabran All-NBA prvu petorku i jednom u All-NBA drugu petorku. Četiri sezone je bio najbolji asistent lige i predvodio je NBA ligu s prosječnih 11.2 asistencije po utakmici. Bio je član tzv. američkog Dream Teama koji je na Olimpijskim igrama u Barceloni 1992. osvojio zlatnu medalju, pobijedivši u finalu Hrvatsku reprezentaciju.

## Rani život
Earvin Johnson Jr. šesto je dijete Earvina Sr. i Christine. Earvin Sr. radnik je u General Motorsu, dok je Christine obavljala posao školskog domara. Odrastao je u Lansingu, saveznoj državi Michigan i kao dječak zavolio je košarku. Johnson je dobio nadimak "Magic", kada je tijekom igranja za srednju školu Lansing Everett High School u jednoj utakmici postigao triple-double - 36 poena, 18 skokova i 16 asistencija. Sportski novinar Fred Stabley Jr., nakon završetka utakmice nadimak je objavio u svojoj kolumni u novinama Lansing State Journal, usprkos protivljenju njegove majke kršćanke koja je mislila da je taj naziv svetogrdan. U finalnoj utakmice sezone predvodio je Lansing Everett do omjera 27-1, uz prosjek od 28.8 poena i 16.8 skokova po utakmici, do pobjede nakon produžetka i osvajanja državnog prvenstva.

## Sveučilište
Iako je mogao birati među mnogim poznatim sveučilištima poput Indiane i UCLA, Johnson je odabrao sveučilište bliže svome domu. Iako je u početku htio na sveučilište Michigan,  nakon razgovora s trenerom Michigan Statea, Judom Heathcoteom odlučio pohađati njihovo sveučilište.
Johnson na početku nije htio profesionalno igrati košarku, nego se više okrenuo studirati komunikacijske znanosti, u želji da jednog dana postane televizijski komentator. Igrajući s budućim NBA draftovima Gregom Kelserom, Jayom Vincentom i Mikeom Brkovichem, Johnson je kao igrač prve godine u prosjeku postizao 17.0 poena, 7.9 skokova i 7.4 asistencija po utakmici. Odveo je Spartanse do omjera 25-5 i naslova prvaka Big Ten konferencije. U prvom izdanju NCAA turnira 1978. godine odveo je momčad među osam najboljih, ali su ondje ispali od kasnijih prvaka Kentuckya.
Tijekom sezone 1978./79., Michigan State ponovo je igrao na NCAA turniru i odveo momčad do finala. Tamo su se obračunali sa sveučilištem Indiana State koji je bio predvođen igračem posljednje godine Larryjem Birdom. U najgledanijoj utakmici u povijesti sveučilišne košarke, Michigan State porazio je Indianu 75:74, a Johnson je izabran za najistaknutijeg igrača polufinala NCAA lige. Nakon dvije godine provedene na sveučilištu, na kojima je u prosjeku postizao 17.1 poena, 7.6 skokova i 7.9 asistencija, Johnson se prijavio na draft.

## NBA

### Rookie sezona (1979. – 1980.)
Johnson je izabran kao prvi izbor NBA drafta 1979. od strane Los Angeles Lakersa. Izjavio je da je nevjerojatno to što će imati priliku igrati zajedno s Kareemom Abdul-Jabbarom. Usprkos svojoj centarskoj dominatnosti, Abdul-Jabbar nikada s Lakersima nije osvojio NBA naslov i nadao se da će mu Johnson pomoći u tom naumu. Johnson je u prosjeku postizao 18.0 poena, 7.7 skokova i 7.3 asistencije po utakmici, a izabran je u All-Rookie momčad i startera na All-Star utakmici. Nagrada za novaka godine dobio je njegov rival Larry Bird iz Boston Celticsa.
Lakersi su sezonu zavšili s omjerom 62-20 i stigli do NBA finala 1980. godine. U finalu su igrali protiv Philadelphia 76ersa, predvođenim Juliusom Ervingom. Lakersi su vodili u seriji 3-2, ali se Abdul-Jabbar, koji je prosječno u seriji postizao 33 poena, u petoj utakmici iščašio gležanj i propusti šestu utakmicu.  Glavni trener Lakersa Paul Westhead u šestoj utakmici premjestio je Johnsona na poziciju centra, a na kraju te utakmice imao je 42 poena, 15 skokova i 7 asistencija i to je bilo dovoljno za njegov prvi naslov prvaka. Johnson je postao jedini novak u povijesti NBA koji je osvojio nagradu najkorisnijeg igrača NBA finala. Isto tako postao je četvrtim igračem koji je zaredom osvojio naslov NCAA i NBA prvaka.

### Usponi i padovi (1980. – 1983.)
U počecima sezone 1980./81., Johnson je zaradio ozljedu hrskavice lijevog koljena. Propustio je 45 utakmica i izjavio da mu je rehablitacija najteže pala. Vratio se prije početka doigravanja 1981., ali je Lakersov pomoćni trener i budući glavni, Pat Riley izjavio da je nestrpljivo čekao povratak Johnsona u momčad. Lakersi su u prvom krugu doigravanja igrali protiv Houstona i nakon tri utakmice imali omjer 2-1. Izvan sezone, Johsnon je potpisao 25-godišnji ugovor vrijedan 25 milijuna dolara, što je tada najveći ugovor ikad potpisan u sportu. Početkom nove sezone, Johnson se sukobio s tadašnjim glavnim trenerom Paulom Westheadom, kojem je izjavio da Lakersi igraju sporo i predvidljivo. Nakon što je zahtijevao da se ga mjenja u neku drugu momčad, vlasnik Lakersa Jerry Buss otpustio je Westheada na mjestu trenera i na klupu postavio Rileya. Iako je demantirao da ima ikakve veze s otkazom Westheada, Johnson je bio izviždan od strane lige i publike. Usprkos problemima izvan terena, Johnson je u prosjeku postizao 18.6 poena, 9.6 skokova i 9.5 asistencija, te je izabran u All-NBA drugu petorku. Pridružio se Wiltu Chamberlainu i Oscaru Robertsonu kao jedinim NBA igračima koji su u jednoj sezoni postigli najmanje 700 poena, 700 skokva i 700 asistencija. Lakersi su ponovo stigli do NBA finala i drugi puta u zadnje tri godine igrali protiv Philadelphia 76ersa. U šestoj utakmici, za Lakerse odlučujućoj utakmici, Jiohnson je postigao triple-double i odveo momčad do naslova prvaka, te je drugi puta u karijeri izabran za najkorisnijeg igrača finala. Tijekom finalne serije u prosjeku je postizao 16.2 poena, 10.8 skokova, 8.0 asistencija po utakmici. Kasnije je izjavio da su Lakersi pod vodstvom Rileya postali odlična momčad.
U sezoni 1982./83., Johnson je u prosjeku postizao 16.8 poena, 8.6 skokova i 10.5 asistencija, te je po prvi puta u karijeri izabran u All-NBA prvu petorku. Lakersi su ponovo stigli do finala i treći puta u zadnje četiri godine igrali protiv Sixersa. U Sixerse je stigao Moses Malone i on je zajedno s Ervingom vodio momčad od naslova prvaka, a Malone je proglašen najkorisnijim igračem finala. Razlozi poraza Lakersa leže i u tome da su im glavni igrači poput Norma Nixona, Jamesa Worthya i Boba McAdooa bili ozljeđeni. Tijekom finalne serije u prosjeku je postizao 19.0 poena, 7.8 skokova i 12.5 asistencija po utakmici.

### Rivalstvo i borba s Celticsima (1983. – 1987.)
U svojoj petoj profesionalnoj sezoni, Johnson je u prosjeku postizao 17.6 poena, 7.3 skokova i 13.1 asistenciju po utakmici. Lakersi su treću godinu zaredom stigli do NBA finala i prvi puta u doigravanju zaigrali protiv Birdovih Celticsa. Lakersi su pobijedili u prvoj i s dva poena prednosti vodili u drugoj utakmici 18 sekundi prije kraja, a nakon pogođenog  alley-oopa Geralda Hendersona, Johnson nije uspio pogoditi šut prije zvuka sirene i tako su Lakersi u produžetku izgubili 124:121. U trećoj utakmici, Johnson je u pobjedi 137:104 postigao 21 asistenciju, ali je u četvrtoj napravio nekoliko ključnih pogreški. U posljednjoj minuti utakmice, Johnson je ukrao loptu centru Celticsa Robertu Parishu i promašio dva slobodna bacanja koji su ih stajali pobjede. Celticsi su na kraju slavili u produžetku te utakmice. Sljedeće dvije utakmice otišle su na stranu jedne i druge momčadi, a odlučujuća sedma utakmica igrala se u Bostonu. Lakersi su minutu prije kraja bili tri poena u zaostatku i imali loptu za novi napad, ali Dennis Johnson ukrao je loptu Johnsonu i serija je otišla na stranu Celticsa. Tijekom finala, Johnson je u prosjeku postizao 18.0 poena, 7.7 skokova i 13.6 asistencija po utakmici.
U regularnom dijelu sezone, Jonson je u prosjeku postizao 18.3 poena, 6.2 skoka, i 12.6 asistencija i vodio Lakerse do novog finala, gdje su ponovo igrali protiv Celticsa. Prvu utakmicu Lakersi su započeli vrlo loše i izgubili s 34 poena razlike. Međutim, tada već 38-godišnji Abdul-Jabbar, u drugoj utakmici finala postigao je 30 poena i sakupio 18 skokova, dok su njegovih 36 poena u petoj utakmici odveli Lakerse do vodstva 3-2. Nakon što su Lakersi porazili Celticse u šest utakmica, Abdul-Jabbar izjavio je ovo finale njegov vrhunac karijere.
Johnson je u sezoni 1985./86. u prosjeku postizao 18.8 poena, 5.9 skokova i 12.6 asistencija, ali su Lakersi u pet utakmica poraženi u konferencijskom finalu od Houstona. Sljedeće sezone, Johnson je u prosjeku postizao rekordnih 23.9 poena, 6.3 skokova i 12.2 asistencije po utakmici. Po prvi puta u karijeri dobio je nagradu za najkorisnijeg igrača lige. Lakersi i Celticsi su te po treći puta susreli u NBA finalu, a Johnson je u četvrtoj utakmici sekundu prije kraja pogodio tzv. hook shot preko igrača Celticsa Parisha i Kevina McHalea za pobjedu 107:106. Na kraju su Lakersi u šest utakmica savladali Celticse, a Johnson je po treći puta u karijeri osvojio nagradu za najkorisnijeg igrača finala.

### Ponovni uzlet i dolazak Bullsa (1987. – 1991.)
Prije početka sezone 1987./88. trener Lakersa, Pat Riley u javnost je dao obećanje da će Lakersi obraniti naslov NBA prvaka, iako franšiza od 1969. godine nikada nije dva puta zaredom uzela tu prestižnu titulu. Johnson je imao još jednu odličnu sezonu i u prosjeku postizao 19.6 poena, 6.2 skoka i 11.9 asistencija po utakmici. U doigravanju 1998., Lakersi su preživjeli serije 4-3 protiv Utah Jazza i Dallas Mavericksa i stigli do finalne serije protiv Detroit Pistonsa, tada poznatijih pod nazivom Bad Boysi zbog njihovog stila igre. Nakon šest utakmica serija je bila izjednačena i igrala se odlučujuća sedma utakmica. U posljednjoj utakmici, Lakersovo krilo i najkorisniji igrač NBA finala James Worthy postigao je svoj prvi triple double karijere - 36 poena, 16 skokova, i 10 asistencija i odveo momčad do pobjede 108:105. Usprkos tome što nije izabran za najkorisnijeg igrača, Johnson je u finalnoj seriji igrao sjajno i u prosjeku postizao 21.1 poen (šut iz igre 55%), 5.7 skokova i 13.0 asistencija po utakmici.
U sezoni 1988./89. u prosjeku je postizao 22.5 poena, 7.9 skokova, i 12.8 asistencija po utakmici i po drugi put u karijeri osvojio nagradu za najkorisnijeg igrača lige. Lakersi su ponovo u finalu igrali s Pistonsima, a nakon ozljede Johnsona u drugoj utakmici, Lakersi nisu imali odgovora na igru Pistonsa koji su ih pobijedili s glatkih 4-0.
Sljedeće sezone u mirovinu odlazi Abdul-Jabbar, a Johnson po treći puta u karijeri dobiva nagradu za najkorisnijeg igrača lige i predvodi svoju momčad s 22.3 poena, 6.6 skokova i 11.5 asistencija po utakmici. Međutim, Lakersi su iznenađujuće poraženi u polufinalu Zapada od Phoenix Sunsa, što je najranije ispadanje franšize u posljednjih devet godina. U sezoni 1990./91. nastavlja s dobrim igrama i u prosjeku postiže 19.4 poena, 7-0 skokova i 12.5 asistencija po utakmici. Lakersi su ponovo stigli do novog finala, u kojem su igrali protiv Jordanovih Bullsa. Iako su u glavnim ulogama bili Jordan i Johnson, Scottie Pippen odigrao je važnu ulogu u čuvanju Johnsona. Johnson je tijekom finalne serije postigao dva triple-double učinka, ali Jordan je slavio u seriji 4-1, uzevši naslov NBA prvaka i nagradu za najkorisnijeg igrača finala. U svojoj posljednjoj sezoni s naslovom NBA prvaka u prosjeku je postizao 18.6 poena, 8.0 skokova i 12.4 asistencije po utakmici.

### Objava nalaza pozitivnog na HIV virus (1991. – 1992.)
Nakon liječničkog pregleda prije početka sezone 1991./92., Johnson je otkrio da je nositelj HIV-a. 7. studenog 1991. na konferenciji za novinare javno je objavio stanje svog zdravlja i odmah se povukao iz košarke. Naveo je da njegova supruga Cookie i njihov još nerođeni sin nemaju HIV, te da će posvetit svoj život borbi protiv te bolesti. Johnson je u početku rekao da ne zna kako je došao u kontakt s tom bolešću, ali je kasnije sam sebe demantirao i priznao da je tijekom svoje karijere imao više seksualnih odnosa. U to vrijeme, samo je mali broj heteroseksualnih osoba bilo pozitivno registrirano HIV-om i sumnjalo se da je Johnson bio gay ili biseksualac, iako je on to oštro demantirao. Johnson je postao glavna vijest u svim medijima Sjedinjenih Država, a 2004. izabran je među ESPN-ovih sedam najvećih trenutaka u posljednjih 25 godina. U mnogim člancima postao je nacionalnim herojem, a američki predsjednik George H. W. Bush, izjavio je: "Magic je za mene heroj i heroj za sve one koji vole sport". 
Usprkos svom umirovljenju, Johnson je kao starter izabran na NBA All-Star utakmicu 1992. godine, iako su njegovi bivši suigrači Byron Scott i A. C. Green izjavili da neće nastupiti, dok su od tada aktivnih igrača poput Karla Malonea tvrdili da bi se mogli zaraziti tom bolešću, ako bi Johnson tijekom igre zaradio otvorenu ranu. Johnson je predvodio Zapad do pobjede 153:113 i proglašen je najkorisnijim igračem NBA All-Star utakmice. Postigao je 25 poena, 5 skokova i 9 asistencija, a nakon završetka utakmice igrači obje momčadi zatrčali su se prema Johnosnu i čestitali mu.

### Kasniji život (1992. – 1996.)
Prije početka sezone 1992./93., Johnson je najavio mogući povratak u NBA ligu. Nakon što je igrao i trenirao u predsezonskim utakmica pripremajući se za povratak, izjavio je da se neće vratiti na parkete, navodeći kao razloge neodobravanje nekih NBA igrača oko njegovog povratka. Tijekom svog umirovljenja napisao je knjigu o sigurnom seksu, vodio nekoliko poduzeća, radio kao komentator na televizijskoj mreži NBC i bio s košarkaškom momčadi koja je sastojala od bivših sveučilišnih i NBA igrača na turneji Azijom i Australijom.
U NBA se vratio kao glavni trener Lakersa i to pred kraj sezone 1993./94. zamijenivši na klupi Randya Pfunda. Nakon što je izgubio pet od posljednjih šest utakmica, Johnosn je najavio da ća dati ostavku na kraju sezone, a umjesto toga odlučio je u lipnju 1994. kupiti 5% udjela u franšizi. Sljedeće sezone s već 36 godina na leđima još se jednom vratio kao igrač u momčad Lakersa. Igrao je na poziciji krilnog centra i u posljednjih 32 utakmice sezone u prosjeku postizao 14.6 poena, 5.7 skokova i 6.9 asistencija. Nakon poraza Lakersa od Houstona u prvom krugu doigravanja, Johnson je objavio konačan kraj svoje karijere.

## Izvan parketa

### Privatan život
Prvi puta postao je ocem 1981. godine kada mu se rodio sin Andre Johnson. Iako je Andre živio s majkom Melissom Mitchell, on se preko ljetnih mjeseci družio s ocem, a listopadu 2005. otac ga je zaposlio u svojoj tvrtki Magic Johnson Enterprises. Johnson se 1991. oženio s Earlithom "Cookie" Kelly, s kojom je dobio sina Earvina III, a par je 1995. posvojio i kćerku Elisu.
1998. postao je voditeljem kasnovečernjeg talk showa televizijske mreže Fox, The Magic Hour, ali nakon dva mjeseca prikazivanja otkazan je zbog slabe gledanosti. Pristalica je Demokratske stranke; podržavao je Phila Angelidesa za guvernera Kalifornije i Hillary Clinton za predsjednicu Sjedninjenih Američkih Država.

### Borba protiv HIV-a
Johnson je 1991. godine dijagnosticiran nositeljem virusa HIV-a. U svojim javnim istupima često naglašava razliku između HIV-a i side za koju, uostalom, sam nikada nije niti izjavio da je ima. Postao poznati govornik o ovoj bolesti te je osnovao i zakladu Magic Johnson Foundation za borbu protiv nje. Njegovo je dobro zdravstveno stanje izazvalo sumnje da uopće boluje od AIDS-a, što je on oštro demantirao.
Kako bi sprječio daljnje širenje HIV-a, odnosno nastanka side, Johnson svakodnevno uzima kombinaciju lijekova iz GlaxoSmithKlinea i Abbott Laboratoriesa. Reklamirao je GlaxoSmithKline lijekove, te u partnerstvu s tvrtkom Abbott Laboratories javno zagovarao borbu protiv side u Afričko-Američkoj zajednici.

## Rekordi i postignuća karijere
Johnson je tijekom svoje NBA karijere odigrao 905 utakmica, postigao 17 707 poena, 6 659 skokova i 10 141 asistenciju, što u prosjeku iznosi 19.5 poena, 7.2 skoka i 11.2 asistencije po utakmici. Dijeli rekord doigravanja u asistencijama na jednoj utakmici (24), drži rekord finala u asistencijama (21) i najbolji je asistent u povijesti doigravanja (2 346). Drži rekord u asistencijama na jednoj All-Star utakmici (22) i najbolji je asistent All-Stara s ukupnih 127 asistencija.
Johnson je košarci donio novi stil igre nazvan "Showtime", koji je opisan kao igra s brzim kontranapadima, atraktivnim dodavanjima i mnoštvom poena. Bio je izuzetak košarke, jer je s visinom 2,06 m bio je netipične građe za razigravača, ali je zbog šuterskih i dodavačkih sposobnosti uglavnom igrao tu poziciju. Bio je odličan obrambeni igrač, a zbog njega je uveden i termin triple-double. U karijeri ih je ostvario 117 i nalazi se na drugom mjestu iza još jednog velikana NBA košarke Oscara Robertsona koji ih je postigao 181. Zbog svojih priznanja 1996. proglašen je među 50 najvećih igrača u povijesti NBA, a 2002. ušao je u košarkašku Kuću slavnih.

### Rivalstvo Bird - Magic
Johnson i Bird prvi puta su se susreli u finalu NCAA lige 1979. gdje je Johnsonov Michigan State odnio pobjedu. Tijekom 80-ih puno puta su se susretali u regularnom dijelu, a i u NBA finalima 1984., 1985. i 1987. Uskoro je rivalstvo Celticsa i Lakersa, a pogotovo Johnsona i Birda postalo jednim od najvećih rivalstava u profesionalnom sportu. Tijekom 80-ih Bird i Johnson zajedno su osvojili 8 NBA naslova (5 Johnson i 3 Bird). Rivalstvo Lakersa i Celticsa tijekom regularnog dijela, a pogotovo za vrijeme finala bilo je vrlo izraženo i popraćeno putem medija. Unatoč velikom rivalstvu na terenu Bird i Johnson postali su veliki prijatelji.

## Vanjske poveznice
- Službena stranica  Arhivirana inačica izvorne stranice od 25. prosinca 2009. (Wayback Machine)
- Povijesni profil na NBA.com
- Profil na NBA.com
- Profil  Arhivirana inačica izvorne stranice od 25. svibnja 2012. (Wayback Machine) na Basketball-Reference.com
- Profil  Arhivirana inačica izvorne stranice od 18. ožujka 2009. (Wayback Machine) na Košarkaškoj Kući slavnih
- Zaklada Magica Johnsona

| Prethodnik Mychal Thompson | Prvi izbor NBA drafta NBA draft 1979. | Nasljednik Joe Barry Carroll |